# 土岐筑波子
土岐 筑波子（とき つくばこ、生没年不詳）は、江戸時代中期の女流歌人。名は茂子。賀茂真淵から筑波子の名を授かった。

## 経歴・人物
江戸に生まれる。享保年間初めの生まれという説もある。幕臣進藤正静の養女。旗本土岐頼房、または土岐頼意の妻。賀茂真淵に学び、歌の詠みぶりが天暦期の女房に似ていると評された。油谷倭文子、鵜殿余野子と共に「県門の三才女」と称される。遺稿の『筑波子家集』が文化10年（1813年）に清水浜臣によって刊行された。